# Liste des ponts de Nouvelle-Aquitaine protégés aux monuments historiques
Cet article recense les ponts protégés aux monuments historiques en Nouvelle-Aquitaine, en France.

## Liste
| Édifice                                | Département          | Commune                                               | Coordonnées                        | Notice                                       | Protection                            | Illustration                           |
| -------------------------------------- | -------------------- | ----------------------------------------------------- | ---------------------------------- | -------------------------------------------- | ------------------------------------- | -------------------------------------- |
| Pont du Goire                          | Charente             | Confolens                                             | 46° 00′ 55″ nord, 0° 40′ 29″ est   | « PA00104338 »                               | Inscrit MH (1973)                     | Pont du Goire                          |
| Vieux Pont                             | Charente             | Confolens                                             | 46° 00′ 53″ nord, 0° 40′ 16″ est   | « PA00104340 »                               | Classé MH (1908)                      | Vieux Pont                             |
| Viaduc de la Sonnette                  | Charente             | Le Grand-Madieu, Saint-Claud                          | 45° 55′ 17″ nord, 0° 27′ 17″ est   | « PA16000030 » « PA16000031 »                | Inscrit MH (2004)                     | Viaduc de la Sonnette                  |
| Pont du Cocuron                        | Charente             | Merpins                                               | 45° 40′ 40″ nord, 0° 23′ 48″ ouest | « PA16000026 »                               | Inscrit MH (2003)                     | Pont du Cocuron                        |
| Pont du château de La Rochefoucauld    | Charente             | La Rochefoucauld-en-Angoumois                         | 45° 44′ 30″ nord, 0° 22′ 53″ est   | « PA00104471 »                               | Inscrit MH (1935)                     | Pont du château de La Rochefoucauld    |
| Pont Napoléon                          | Charente-Maritime    | Le Château-d'Oléron                                   | 45° 54′ 18″ nord, 1° 13′ 09″ ouest | « PA00104647 »                               | Classé MH (1979)                      | Pont Napoléon                          |
| Pont transbordeur du Martrou           | Charente-Maritime    | Échillais, Rochefort                                  | 45° 54′ 59″ nord, 0° 57′ 39″ ouest | « PA00104870 »                               | Classé MH (1976) · Classé MH (2019)   | Pont transbordeur du Martrou           |
| Pont suspendu de Tonnay-Charente       | Charente-Maritime    | Tonnay-Charente                                       | 45° 56′ 25″ nord, 0° 53′ 10″ ouest | « PA00105287 »                               | Classé MH (1988) · Inscrit MH (1988)  | Pont suspendu de Tonnay-Charente       |
| Pont du Saillant                       | Corrèze              | Allassac, Voutezac                                    | 45° 16′ 34″ nord, 1° 27′ 28″ est   | « PA00099647 » « PA00099961 »                | Classé MH (1969)                      | Pont du Saillant                       |
| Viaduc des Rochers Noirs               | Corrèze              | Lapleau, Soursac                                      | 45° 16′ 05″ nord, 2° 10′ 57″ est   | « PA00135399 » « PA00135403 »                | Classé MH (2000)                      | Viaduc des Rochers Noirs               |
| Pont de Variéras                       | Corrèze              | Pérols-sur-Vézère                                     | 45° 36′ 18″ nord, 1° 59′ 13″ est   | « PA00099972 »                               | Inscrit MH (1991)                     | Pont de Variéras                       |
| Pont de Treignac                       | Corrèze              | Treignac                                              | 45° 32′ 21″ nord, 1° 47′ 38″ est   | « PA00099910 »                               | Inscrit MH (1963)                     | Pont de Treignac                       |
| Pont Turgot                            | Corrèze              | Uzerche                                               | 45° 25′ 35″ nord, 1° 34′ 00″ est   | « PA00099970 »                               | Inscrit MH (1990)                     | Pont Turgot                            |
| Vieux pont de Vigeois                  | Corrèze              | Vigeois                                               | 45° 22′ 57″ nord, 1° 30′ 48″ est   | « PA00099956 »                               | Classé MH (1969)                      | Vieux pont de Vigeois                  |
| Viaduc de Busseau                      | Creuse               | Ahun, Pionnat                                         | 46° 07′ 24″ nord, 2° 01′ 35″ est   | « PA00099984 » « PA00100131 »                | Inscrit MH (1975)                     | Viaduc de Busseau                      |
| Pont de la Terrade                     | Creuse               | Aubusson                                              | 45° 57′ 26″ nord, 2° 10′ 02″ est   | « PA00099997 »                               | Inscrit MH (1926)                     | Pont de la Terrade                     |
| Pont de Boussac                        | Creuse               | Boussac                                               | 46° 20′ 47″ nord, 2° 12′ 45″ est   | « PA00100020 »                               | Inscrit MH (1926)                     | Image manquante Téléverser             |
| Pont roman de Chambon-sur-Voueize      | Creuse               | Chambon-sur-Voueize                                   | 46° 11′ 25″ nord, 2° 25′ 17″ est   | « PA00100031 »                               | Classé MH (1958)                      | Pont roman de Chambon-sur-Voueize      |
| Pont Charraud                          | Creuse               | Crozant                                               | 46° 22′ 45″ nord, 1° 36′ 44″ est   | « PA00100052 »                               | Inscrit MH (1934)                     | Pont Charraud                          |
| Viaduc de la Tardes                    | Creuse               | Budelière                                             | 46° 11′ 26″ nord, 2° 27′ 38″ est   | « PA00100061 »                               | Inscrit MH (1975)                     | Viaduc de la Tardes                    |
| Pont Roby                              | Creuse               | Felletin                                              | 45° 52′ 39″ nord, 2° 10′ 16″ est   | « PA00100072 »                               | Inscrit MH (1926)                     | Pont Roby                              |
| Pont de Sénoueix                       | Creuse               | Gentioux-Pigerolles                                   | 45° 49′ 03″ nord, 1° 59′ 47″ est   | « PA00100224 »                               | Inscrit MH (1990)                     | Pont de Sénoueix                       |
| Pont romain de Moutier-d'Ahun          | Creuse               | Moutier-d'Ahun                                        | 46° 05′ 33″ nord, 2° 03′ 26″ est   | « PA00100115 »                               | Classé MH (1920)                      | Pont romain de Moutier-d'Ahun          |
| Pont-Périt                             | Creuse               | Saint-Hilaire-le-Château                              | 45° 59′ 38″ nord, 1° 54′ 29″ est   | « PA00135406 »                               | Inscrit MH (1995)                     | Pont-Périt                             |
| Pont de Bonlieu                        | Creuse               | Saint-Priest                                          | 46° 04′ 58″ nord, 2° 18′ 36″ est   | « PA00100189 »                               | Inscrit MH (1936)                     | Pont de Bonlieu                        |
| Pont du Vernay                         | Deux-Sèvres          | Airvault                                              | 46° 49′ 09″ nord, 0° 08′ 45″ ouest | « PA00101168 »                               | Classé MH (1868)                      | Pont du Vernay                         |
| Pont Cadoret                           | Deux-Sèvres          | Argentonnay                                           | 46° 59′ 12″ nord, 0° 26′ 31″ ouest | « PA00101177 »                               | Inscrit MH (1931)                     | Pont Cadoret                           |
| Vieux pont de Gourgé                   | Deux-Sèvres          | Gourgé                                                | 46° 43′ 48″ nord, 0° 09′ 22″ ouest | « PA00101242 »                               | Inscrit MH (1926)                     | Vieux pont de Gourgé                   |
| Pont de Taizon                         | Deux-Sèvres          | Loretz-d'Argenton, Saint-Martin-de-Sanzay             | 47° 03′ 10″ nord, 0° 13′ 37″ ouest | « PA00101178 » « PA00101185 » « PA00101356 » | Inscrit MH (1943)                     | Pont de Taizon                         |
| Vieux pont de Saint-Généroux           | Deux-Sèvres          | Saint-Généroux                                        | 46° 53′ 02″ nord, 0° 08′ 23″ ouest | « PA00101338 »                               | Inscrit MH (1926)                     | Vieux pont de Saint-Généroux           |
| Vieux Pont de Saint-Varent             | Deux-Sèvres          | Saint-Varent                                          | 46° 53′ 29″ nord, 0° 14′ 07″ ouest | « PA00101369 »                               | Inscrit MH (1929)                     | Vieux Pont de Saint-Varent             |
| Pont des Chouans                       | Deux-Sèvres          | Thouars                                               | 46° 58′ 15″ nord, 0° 12′ 53″ ouest | « PA00101390 »                               | Classé MH (1938)                      | Pont des Chouans                       |
| Pont sur la Dronne de Bourdeilles      | Dordogne             | Bourdeilles                                           | 45° 19′ 24″ nord, 0° 35′ 07″ est   | « PA00082394 »                               | Inscrit MH (1987)                     | Pont sur la Dronne de Bourdeilles      |
| Pont de la Tour                        | Dordogne             | Le Chalard, Jumilhac-le-Grand, Saint-Yrieix-la-Perche | 45° 32′ 27″ nord, 1° 07′ 55″ est   | « PA00082594 » « PA00100267 »                | Classé MH (1984)                      | Pont de la Tour                        |
| Pont du Bretou                         | Dordogne             | Eymet                                                 | 44° 40′ 15″ nord, 0° 24′ 14″ est   | « PA00135165 »                               | Inscrit MH (1995)                     | Pont du Bretou                         |
| Pont Lasveyras                         | Dordogne             | Payzac                                                | 45° 25′ 00″ nord, 1° 15′ 08″ est   | « PA00082723 »                               | Inscrit MH (1987)                     | Pont Lasveyras                         |
| Vieux pont de Saint-Jean-de-Côle       | Dordogne             | Saint-Jean-de-Côle                                    | 45° 25′ 19″ nord, 0° 50′ 13″ est   | « PA00082847 »                               | Inscrit MH (1925)                     | Vieux pont de Saint-Jean-de-Côle       |
| Vieux Pont de Terrasson                | Dordogne             | Terrasson-Lavilledieu                                 | 45° 07′ 43″ nord, 1° 18′ 18″ est   | « PA00083014 »                               | Classé MH (1904)                      | Vieux Pont de Terrasson                |
| Passerelle Eiffel                      | Gironde              | Bordeaux                                              | 44° 49′ 55″ nord, 0° 33′ 09″ ouest | « PA33000110 »                               | Classé MH (2010)                      | Passerelle Eiffel                      |
| Pont de pierre                         | Gironde              | Bordeaux                                              | 44° 50′ 19″ nord, 0° 33′ 46″ ouest | « PA33000067 »                               | Inscrit MH (2002)                     | Pont de pierre                         |
| Pont de la Bassanne                    | Gironde              | Pondaurat                                             | 44° 32′ 10″ nord, 0° 05′ 16″ ouest | « PA00083889 »                               | Inscrit MH (1990)                     | Pont de la Bassanne                    |
| Pont du Cheix                          | Haute-Vienne         | La Bazeuge, Dinsac                                    | 46° 14′ 20″ nord, 1° 05′ 15″ est   | « PA00100512 » « PA00100514 »                | Inscrit MH (1990)                     | Pont du Cheix                          |
| Pont de la Pierre                      | Haute-Vienne         | Bellac                                                | 46° 06′ 59″ nord, 1° 02′ 59″ est   | « PA00100243 »                               | Inscrit MH (1969)                     | Pont de la Pierre                      |
| Pont des Bonshommes                    | Haute-Vienne         | Bessines-sur-Gartempe                                 | 46° 07′ 04″ nord, 1° 20′ 16″ est   | « PA00100513 »                               | Inscrit MH (1990)                     | Image manquante Téléverser             |
| Pont romain                            | Haute-Vienne         | Châteauponsac                                         | 46° 07′ 51″ nord, 1° 16′ 41″ est   | « PA00100281 »                               | Classé MH (1990)                      | Pont romain                            |
| Pont du Moulin de la Barre             | Haute-Vienne         | Dinsac                                                | 46° 14′ 02″ nord, 1° 06′ 07″ est   | « PA00100515 »                               | Inscrit MH (1990)                     | Image manquante Téléverser             |
| Pont des Graules                       | Haute-Vienne         | Flavignac                                             | 45° 43′ 27″ nord, 1° 04′ 16″ est   | « PA00100516 »                               | Inscrit MH (1990)                     | Pont des Graules                       |
| Pont Saint-Étienne                     | Haute-Vienne         | Limoges                                               | 45° 49′ 44″ nord, 1° 16′ 15″ est   | « PA00100380 »                               | Classé MH (1907)                      | Pont Saint-Étienne                     |
| Pont Saint-Martial                     | Haute-Vienne         | Limoges                                               | 45° 49′ 15″ nord, 1° 15′ 56″ est   | « PA00100381 »                               | Classé MH (1908)                      | Pont Saint-Martial                     |
| Pont de Puymaud                        | Haute-Vienne         | Nieul                                                 | 45° 56′ 01″ nord, 1° 10′ 55″ est   | « PA00100521 »                               | Inscrit MH (1990)                     | Image manquante Téléverser             |
| Pont de Beissat                        | Haute-Vienne         | Peyrat-de-Bellac, Saint-Ouen-sur-Gartempe             | 46° 09′ 38″ nord, 1° 03′ 42″ est   | « PA00100412 » « PA00100482 »                | Inscrit MH (1970)                     | Image manquante Téléverser             |
| Pont de Rancon                         | Haute-Vienne         | Rancon                                                | 46° 08′ 02″ nord, 1° 10′ 51″ est   | « PA00100421 »                               | Inscrit MH (1925)                     | Image manquante Téléverser             |
| Pont du Moulin de la Côte              | Haute-Vienne         | Rochechouart                                          | 45° 49′ 25″ nord, 0° 48′ 57″ est   | « PA00100517 »                               | Inscrit MH (1990)                     | Pont du Moulin de la Côte              |
| Pont de Lascaux                        | Haute-Vienne         | Saint-Auvent                                          | 45° 48′ 19″ nord, 0° 56′ 15″ est   | « PA87000039 »                               | Inscrit MH (2011)                     | Pont de Lascaux                        |
| Pont Sainte-Élisabeth (de)             | Haute-Vienne         | Saint-Junien                                          | 45° 53′ 25″ nord, 0° 53′ 15″ est   | « PA00100457 »                               | Classé MH (1990)                      | Pont Sainte-Élisabeth (de)             |
| Pont Notre-Dame                        | Haute-Vienne         | Saint-Junien                                          | 45° 52′ 48″ nord, 0° 53′ 56″ est   | « PA00100456 »                               | Inscrit MH (1986)                     | Pont Notre-Dame                        |
| Pont romain de Saint-Léger-la-Montagne | Haute-Vienne         | Saint-Léger-la-Montagne                               | 46° 01′ 40″ nord, 1° 25′ 03″ est   | « PA00125518 »                               | Classé MH (1996)                      | Pont romain de Saint-Léger-la-Montagne |
| Pont de Noblat                         | Haute-Vienne         | Saint-Léonard-de-Noblat                               | 45° 49′ 58″ nord, 1° 28′ 42″ est   | « PA87000030 »                               | Inscrit MH (2007)                     | Pont de Noblat                         |
| Pont du Moulin du Pont                 | Haute-Vienne         | Saint-Bazile, Saint-Mathieu                           | 45° 44′ 06″ nord, 0° 46′ 33″ est   | « PA00100518 » « PA00100519 »                | Inscrit MH (1990)                     | Image manquante Téléverser             |
| Pont Rompu                             | Haute-Vienne         | Solignac                                              | 45° 45′ 21″ nord, 1° 15′ 06″ est   | « PA00100520 »                               | Inscrit MH (1990)                     | Pont Rompu                             |
| Pont de Solignac                       | Haute-Vienne         | Solignac                                              | 45° 45′ 13″ nord, 1° 16′ 22″ est   | « PA00100504 »                               | Inscrit MH (1969)                     | Pont de Solignac                       |
| Pont-colombier                         | Haute-Vienne         | Veyrac                                                | 45° 53′ 36″ nord, 1° 06′ 29″ est   | « PA00100510 »                               | Classé MH (1973)                      | Pont-colombier                         |
| Pont métallique sur l'Adour            | Landes               | Cazères-sur-l'Adour                                   | 43° 45′ 22″ nord, 0° 19′ 00″ ouest | « PA40000033 »                               | Inscrit MH (2000)                     | Pont métallique sur l'Adour            |
| Passerelle de la Préfecture            | Landes               | Mont-de-Marsan                                        | 43° 53′ 39″ nord, 0° 30′ 00″ ouest | « PA00083978 »                               | Inscrit MH (2013)                     | Passerelle de la Préfecture            |
| Pont-canal d'Agen                      | Lot-et-Garonne       | Agen, Le Passage                                      | 44° 12′ 28″ nord, 0° 36′ 19″ est   | « PA47000059 » « PA47000061 »                | Inscrit MH (2003) · Inscrit MH (2012) | Pont-canal d'Agen                      |
| Vieux pont sur le Dropt                | Lot-et-Garonne       | Agnac, La Sauvetat-du-Dropt                           | 44° 38′ 47″ nord, 0° 20′ 28″ est   | « PA00084058 » « PA00084246 »                | Classé MH (1992)                      | Vieux pont sur le Dropt                |
| Pont roman de Barbaste                 | Lot-et-Garonne       | Barbaste                                              | 44° 10′ 13″ nord, 0° 17′ 20″ est   | « PA00084071 »                               | Classé MH (1960)                      | Pont roman de Barbaste                 |
| Pont du Paravis                        | Lot-et-Garonne       | Feugarolles                                           | 44° 14′ 20″ nord, 0° 22′ 52″ est   | « PA00132931 »                               | Inscrit MH (1994)                     | Image manquante Téléverser             |
| Pont-canal sur la Baïse                | Lot-et-Garonne       | Feugarolles, Vianne                                   | 44° 14′ 04″ nord, 0° 19′ 46″ est   | « PA47000060 » « PA47000062 »                | Inscrit MH (2003)                     | Pont-canal sur la Baïse                |
| Pont de Tauziète                       | Lot-et-Garonne       | Andiran, Nérac                                        | 44° 07′ 18″ nord, 0° 17′ 39″ est   | « PA00084066 » « PA00084199 »                | Inscrit MH (1987)                     | Pont de Tauziète                       |
| Pont-vieux de Nérac                    | Lot-et-Garonne       | Nérac                                                 | 44° 08′ 12″ nord, 0° 20′ 30″ est   | « PA00084200 »                               | Classé MH (1988)                      | Pont-vieux de Nérac                    |
| Pont des Cieutats                      | Lot-et-Garonne       | Villeneuve-sur-Lot                                    | 44° 24′ 23″ nord, 0° 42′ 13″ est   | « PA00084273 »                               | Inscrit MH (1951)                     | Pont des Cieutats                      |
| Pont romain d'Ascain (eu)              | Pyrénées-Atlantiques | Ascain                                                | 43° 21′ 01″ nord, 1° 37′ 19″ ouest | « PA00084323 »                               | Inscrit MH (1925)                     | Pont romain d'Ascain (eu)              |
| Pont de Gramont (eu)                   | Pyrénées-Atlantiques | Bidache                                               | 43° 28′ 16″ nord, 1° 08′ 09″ ouest | « PA64000047 »                               | Inscrit MH (2003) · Inscrit MH (2011) | Pont de Gramont (eu)                   |
| Pont Noblia (eu)                       | Pyrénées-Atlantiques | Bidarray                                              | 43° 16′ 04″ nord, 1° 20′ 43″ ouest | « PA64000073 »                               | Inscrit MH (2010)                     | Pont Noblia (eu)                       |
| Pont de Bétharram                      | Pyrénées-Atlantiques | Lestelle-Bétharram                                    | 43° 07′ 24″ nord, 0° 12′ 24″ ouest | « PA00084438 »                               | Inscrit MH (1925)                     | Pont de Bétharram                      |
| Vieux Pont d'Orthez                    | Pyrénées-Atlantiques | Orthez                                                | 43° 29′ 10″ nord, 0° 46′ 37″ ouest | « PA00084478 »                               | Classé MH (1875) · Classé MH (1942)   | Vieux Pont d'Orthez                    |
| Pont d'Amotz                           | Pyrénées-Atlantiques | Saint-Pée-sur-Nivelle                                 | 43° 19′ 48″ nord, 1° 32′ 37″ ouest | « PA00084515 »                               | Inscrit MH (1987)                     | Image manquante Téléverser             |
| Pont d'Ibarron (eu)                    | Pyrénées-Atlantiques | Saint-Pée-sur-Nivelle                                 | 43° 21′ 18″ nord, 1° 34′ 25″ ouest | « PA00084516 »                               | Inscrit MH (1984)                     | Pont d'Ibarron (eu)                    |
| Pont de la Légende                     | Pyrénées-Atlantiques | Sauveterre-de-Béarn                                   | 43° 23′ 49″ nord, 0° 56′ 27″ ouest | « PA00084528 »                               | Classé MH (1886)                      | Pont de la Légende                     |
| Pont suspendu de Bonneuil-Matours      | Vienne               | Bonneuil-Matours                                      | 46° 40′ 54″ nord, 0° 34′ 31″ est   | « PA86000044 »                               | Inscrit MH (2011)                     | Pont suspendu de Bonneuil-Matours      |
| Pont de Chatain                        | Vienne               | Chatain                                               | 46° 04′ 38″ nord, 0° 26′ 10″ est   | « PA00105390 »                               | Inscrit MH (1927)                     | Pont de Chatain                        |
| Pont Camille-de-Hogues                 | Vienne               | Châtellerault                                         | 46° 48′ 49″ nord, 0° 32′ 15″ est   | « PA86000019 »                               | Classé MH (2002)                      | Pont Camille-de-Hogues                 |
| Pont Henri-IV                          | Vienne               | Châtellerault                                         | 46° 48′ 59″ nord, 0° 32′ 21″ est   | « PA00105404 »                               | Classé MH (1913)                      | Pont Henri-IV                          |
| Pont de la Reine-Blanche               | Vienne               | Curçay-sur-Dive                                       | 47° 00′ 30″ nord, 0° 04′ 38″ ouest | « PA00105447 »                               | Inscrit MH (1980)                     | Pont de la Reine-Blanche               |
| Pont de Saint-Savin                    | Vienne               | Saint-Savin                                           | 46° 33′ 57″ nord, 0° 52′ 06″ est   | « PA00105713 »                               | Classé MH (1896)                      | Pont de Saint-Savin                    |